# Німецька адміністрація з розмінування
Німецька адміністрація з розмінування (НАР) — це організація, яку створили Союзники з колишніх екіпажів та кораблів нацистських Крігсмаріне для розмінування після закінчення Другої світової війни, переважно у Північному морі та на Балтиці, яка існувала з червня 1945 по січень 1948.

## Історія
НАР було створено 21 червня 1945 під наглядом Союзників, а саме під наглядом Королівських ВМС, для тралення морських мін у Північному та Балтійському морях. Вона налічувала 27000 колишніх членів Крігсмаріне та приблизно 300 суден.
Командування Союзників добре усвідомлювали проблему для комерційного судноплавства з боку 600000 морських мін які були поставлені у Західній, Північній та Східній Європі, а тому не розформували німецькі тральні підрозділи після здачі у травні 1945. З цієї причини, віце-адмірал сер Гарольд Барроу, командувач британськими ВМС, та Німеччина, підписали інструкцію про створення НАР у червні 1945. Британське адміралтейство гадала за краще ризикувати німецькими матросами ніж своїми роблячи цю небезпечну роботу. НАР командував коммодор Г. T. Інгланд; йому підпорядковувася старший німецький офіцер контрадмірал Фріц Краусс, який командував тральними силами під час війни.
Спочатку німецькі матроси служили у своїй уніформі часів війни, без німецьких орлів та свастики, і за тими статутами які були у Крігсмаріне. Матроси отримували помірну платню та мали право на відпустку, на відміну від інших німецьких полонених. Тим не менш, щоденні небезпечні операції та, як результат, високий моральний дух призвели до занепокоєності з приводу НАР, особливо у Радянському Союзі.
Службу було розділено між шістьма дивізіонами (нім. Räumbootdivisionen). Німецький штаб підрозділу розташовувався у Глюкштадті.
25 травня 1946 адміністрація отримала нову синю уніформу і спеціальні відзнаки, як носили на рукаві.
Штаб адміністрації було переведено до Гамбургу у грудні 1947, а у січні 1948 адміністрацію було розформовано незважаючи на заперечення з боку американців. Причиною її розформування став тиск з боку Радянського Союзу, який побоювався що НАР є спробою західних союзників відновити Крігсмаріне. Рейхсмаріне використали операції тралення після Першої світової війни,щоб зберегти досвідчених офіцерів, а тому Королівські ВМС не бажали повторити цій досвід.
Замість НАР було створено цивільну «німецьку формацію з розмінування Куксгафен», під британським керуванням і з використанням матеріальної частини та екіпажів з попередньої організації.
Місцем базування НАР став легкий крейсер Лейпциг, найбільший бойовий корабель Крігсмаріне який вижив у Другій світовій війні.

### Дивізіони
НАР була розділена шість регіональних дивізіонів різної потужності:
- 1-ий дивізіон: Шлезвіг-Гольштейн
- 2-ий дивізіон: Західна Німеччина (Куксгафен)
- 3-ий дивізіон: Данія
- 4-ий дивізіон: Норвегія
- 5-ий дивізіон: Нідерланди
- 6-ий дивізіон: Бремен (підрозділ США)

### Статистика
- Зачищена площа: 
  - Північне море: 19300 км²
  - Балтійське море: 1500 км²
- Витралено морських мін: 2,721
- Втрати:
  - Кораблі: 10
  - Люди: 348

### Кораблі
На початку 1947 служба мала на озброєнні наступні кораблі та судні:
- 84 × Мисливці за мінами класу М (нім. Minensuch-Boote), Type 35, Type 40, Type 43
- 63 × Човни-тральщики (нім. Räum-Boote), деякі силовими установками Voith-Schneider
- 62 × Морських тральники (нім. Kriegsfischkutter)
- 6 × Мінні руйнівники (нім. Sperrbrecher)
- 5 × Допоміжні тральщики (колишні траулери)
- 110 × Допоміжні судні

## Схожі організації
- 4-а тральна група (нім. 4. Minensuchgruppe) у Лор'янs, Франція, яка складалася з французьких матросів та німецьких військовополонених.
- Deutscher Minenräumverband Cuxhaven (Німецька формація з розмінування Куксгафен), з базою у Куксгафені, Німеччина, цивільна організація під контролем британської митниці, яка замінила НАР, яка діяла з січня 1948 року по червень 1951 року
- Відділ трудової служби (B) (LSU/B), базувався у Бремергафені та контролювався ВМС США, організація проіснувала до 1957, багато членів продовжили службу у Бундесмаріне.